# أولكسندر تكاشينكو
أولكسندر تكاشينكو (مواليد 14 نوفمبر 1955) هو ملاكم من الاتحاد السوفيتي، مثّل بلاده في الألعاب الأولمبية الصيفية 1976.

## روابط خارجية
أولكسندر تكاشينكو على موقع أوليمبيديا (الإنجليزية)